# Pont Serge-Marcil
Le pont Serge-Marcil est un pont routier qui relie Les Cèdres et Salaberry-de-Valleyfield, en enjambant le fleuve Saint-Laurent. Il relie ainsi deux parties de la région de la Vallée-du-Haut-Saint-Laurent en Montérégie. Avec le pont Olivier-Charbonneau, il s'agit de l'un des deux ponts à péage du Québec.

## Toponymie
Le pont est nommé en l'honneur de Serge Marcil (1944-2010), homme politique québécois qui est député à l'Assemblée nationale du Québec de 1985 à 1994 et à la Chambre des communes de 2000 à 2004. Il est également ministre de l'Emploi dans le gouvernement de Daniel Johnson (fils). Autant au fédéral qu'au provincial, il a représenté les circonscriptions électorales dans lesquelles se trouve le pont. Il décède peu de temps avant l'inauguration du pont dans un tremblement de terre à Haïti. 

## Circulation
Le pont est emprunté par l'autoroute 30. Il comporte quatre voies, soit deux par direction, divisées en deux ponts à poutres identiques et indépendants. 

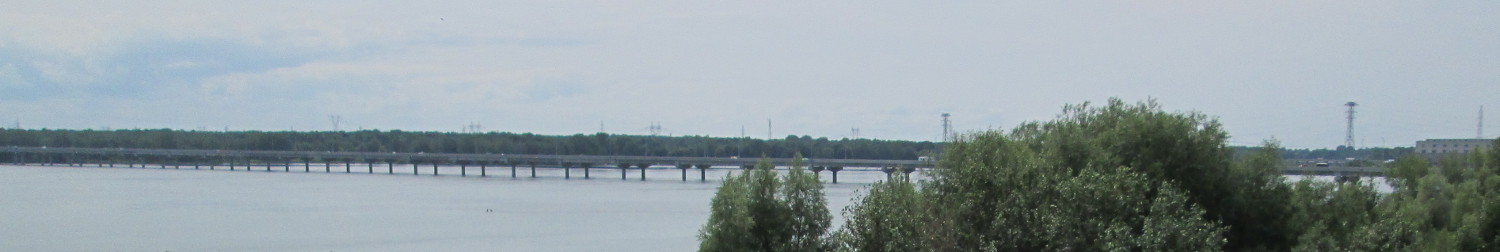
Pont Serge-Marcil

## Administration et péage
Le pont est la propriété de Nouvelle Autoroute 30 s.e.n.c., une société privée qui administre le pont en partenariat public-privé avec le gouvernement du Québec.
Une station de péage est installée à l'extrémité nord-ouest du pont. Les tarifs sont établis en fonction de la hauteur du véhicule et de son nombre d’essieux. Il en coûtera ainsi 1,55 $ par essieu pour un véhicule de moins de 2,30 m de hauteur, et 2,30 $ par essieu pour un véhicule d'une hauteur égale ou supérieure à 2,30 m. Ainsi, le coût de passage pour une voiture standard est de 3,10 $